# تاريخ آلات قياس الوقت

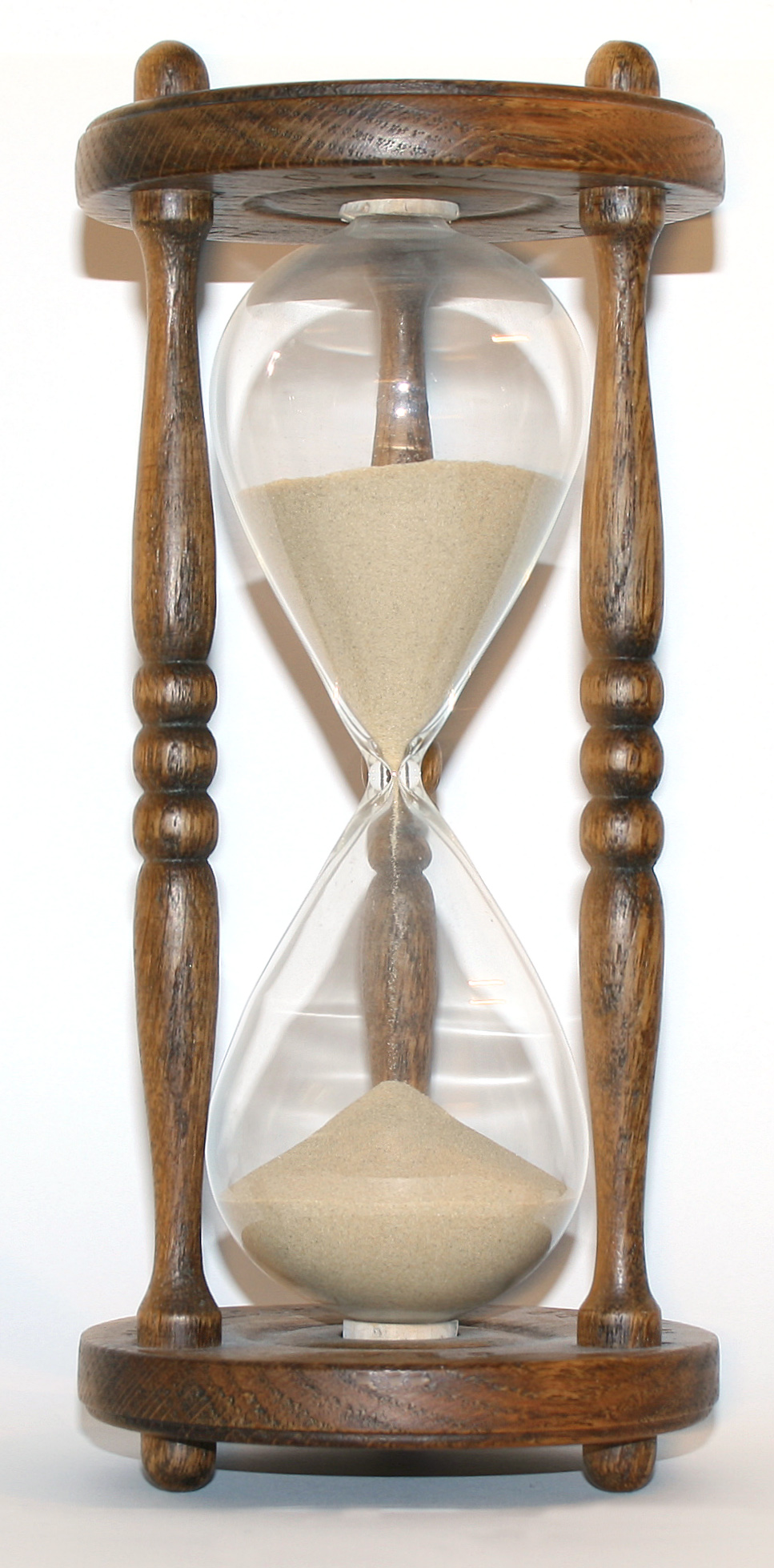
الساعة الرملية إحدى أقدم أجهزة قياس الوقت.

استُخدِمَت العديد من الآلات لقياس وتتبع الوقت عبر آلاف السنين. فقد اعتمد الإنسان على النظام الستيني لقياس الوقت منذ نحو ألفي سنة قبل الميلاد، وقد قسّم المصريون القدماء اليوم إلى فترتين كل منهما 12 ساعة، واستخدموا المسلات الكبيرة لتتبع حركة الشمس. كما طوروا الساعات المائية، والتي يرجح أنها استخدمت للمرة الأولى في فناء آمون-رع، ومنها انتشرت إلى خارج مصر، حيث استخدمها الإغريق، وأطلقوا عليها اسم clepsydrae. ويعتقد أن الصينيين في عهد أسرة شانغ قد استخدموا أيضًا الساعات المائية في نفس الفترة، نقلاً عن بلاد الرافدين. تتضمن آلات قياس الوقت القديمة أيضًا، الساعة الشمعية التي استخدمت في الصين واليابان وإنجلترا والعراق، والمزولة التي انتشرت على نطاق واسع في الهند والتبت وأجزاء من أوروبا، والساعة الرملية وفكرتها مشابهة لفكرة الساعة المائية.
اعتمدت أقدم الساعات على الظل الناتج عن سقوط أشعة الشمس على الأجسام، والذي كان الاعتماد عليه غير مُجدي في الجو الغائم أو في الليل، كما كان يتطلب إعادة المعايرة مع تغير الفصول (وذلك عندما يصبح مؤشر الساعة الشمسية غير متطابق مع محور الأرض). أما أقدم ساعة معروفة تستخدم تقنية ميزان الساعة المدفوع بقوة المياه، والذي ينقل طاقة الدوران إلى حركة متقطعة تناوبية، فتعود نشأتها إلى القرن الثالث قبل الميلاد في اليونان القديمة، وفي القرن العاشر الميلادي، اخترع المهندسون الصينيون ساعات تستخدم تقنية ميزان الساعة المدفوع بتساقط الزئبق بديلاً عن الماء، وفي القرن التالي، صنع المهندسون المسلمون ساعات مائية تدور بالمسننات.
أما الساعات الميكانيكية التي استخدمت تقنية ميزان الساعة ذي القضيب، فقد اخترعت في أوروبا في بداية القرن الرابع عشر الميلادي، والتي ظلت أكثر آلات قياس الوقت شيوعًا حتى اختراع الساعات الزنبركية وساعات الجيب في القرن السادس عشر الميلادي، ثم اختراع الساعات البندولية في القرن السابع عشر الميلادي. وفي القرن العشرين، اخترعت المتذبذبات البلورية ثم الساعات الذرية. وبالرغم من أن الأولى استخدمت أولاً في المعامل، إلا أنه نظرًا لدقة المتذبذبات البلورية وسهولة تصنيعها، فقد استخدمت في ساعات اليد. وتعتبر الساعات الذرية الأكثر دقة على الإطلاق أكثر من أي آلة قياس وقت أخرى، لذا فهي تستخدم لمعايرة الساعات الأخرى، كما يعتمد عليها في التوقيت الذري العالمي والتوقيت العالمي المنسق.

## آلات قياس الوقت الأولى
اعتمدت العديد من الحضارات القديمة على ملاحظة الأجرام السماوية كالشمس والقمر، لتحديد الأوقات والتواريخ، والفصول. نشأت أنظمة العد الستينية الشائعة الآن في العالم الغربي لقياس الزمن، قبل حوالي 4000 سنة في بلاد الرافدين ومصر. وقد وضعت بلاد أمريكا الوسطى نظامًا مماثلاً في وقت لاحق.
يعتقد أن أول التقاويم وضعها الصيادون خلال العصر الجليدي الأخير الذين وظفوا أدوات مثل العصي والعظام لتتبع أدوار القمر أو المواسم. بنيت دوائر الحجر، أمثال ستونهنج بإنجلترا، في أجزاء مختلفة من العالم، خصوصًا في أوروبا ما قبل التاريخ، ويعتقد أنها كانت تستخدم للتوقيت والتنبؤ بالأحداث الموسمية والسنوية مثل الاعتدالين أو انقلاب الشمس الصيفي. ولما كانت تلك الحضارات الميغاليثية، لم تترك تاريخًا مسجلاً، لذا فإننا لا نعرف إلا القليل عن التقويمات الخاصة بهم أو وسائل تحديد الوقت.

### (3500 ق.م-500 ق.م)
كانت المزولة الشمسية التي تعتمد على الظل لتحديد الوقت أول الأجهزة المستخدمة لقياس أجزاء من اليوم الواحد. كانت أقدم ساعات الظل المعروفة مصرية، وكانت تصنع من الشست الأخضر. كما تعتبر المسلات المصرية القديمة، التي شيدت حوالي عام 3500 قبل الميلاد، أيضًا من بين أقدم ساعات الظل المعروفة.

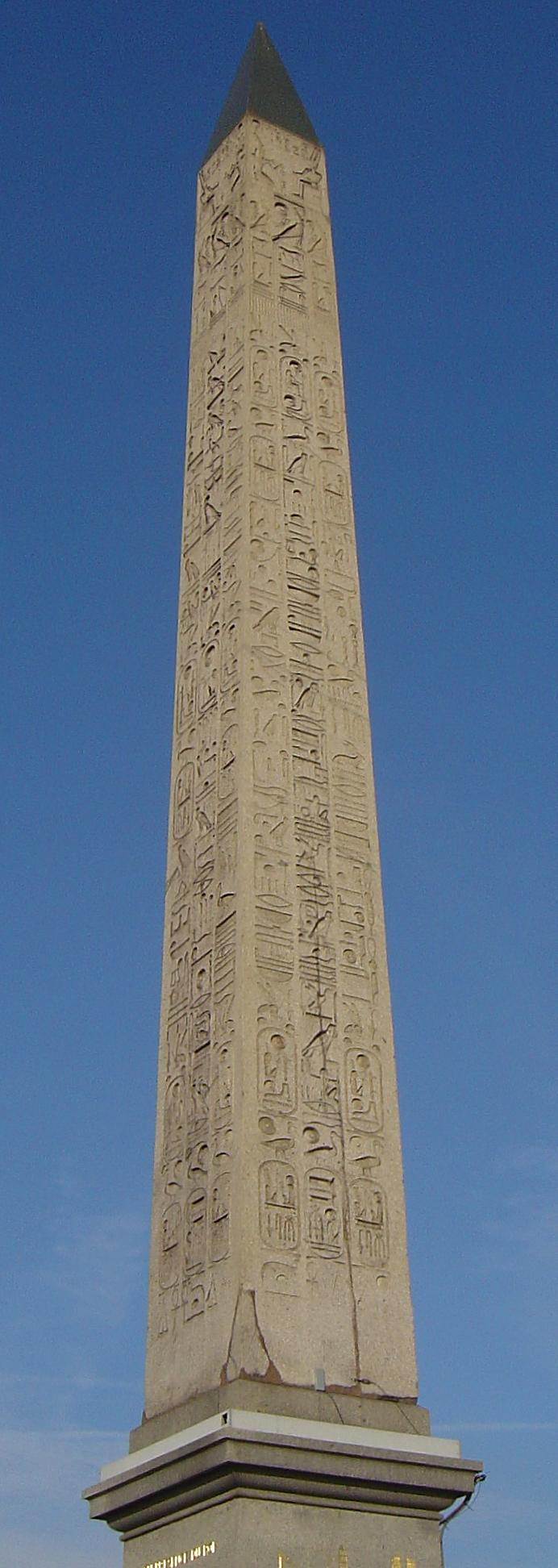
المسلة المصرية بميدان الكونكورد في باريس

قسمت ساعات الظل المصرية اليوم إلى 10 أجزاء، مع 4 ساعات إضافية تسمى ساعات "الشفق"، اثنتان منهما في الصباح، واثنتان في المساء. ويتكون أحد أنواع ساعات الظل من ساق طويلة مع خمس علامات متغيرة وعارضة مرتفعة تلقي بظلالها على هذه العلامات. كانت تلك الساعة توضع شرقًا في الصباح، ثم تحوّل غربًا في الظهيرة. وتعمل المسلات بالطريقة نفسها تقريبا: يقع الظل على العلامات، فتسمح للمصريين بحساب الوقت. كما تشير المسلة أيضًا إلى ما إذا كان الوقت صباحًا أو بعد الظهر، وكذلك إذا ما كان شتاءً أم صيفًا. نوع آخر من ساعات الظل، صنعت حوالي عام 1500 ق.م، كان على شكل زاوية قائمة تقيس مرور الزمن بواسطة ظل العارضة الواقع على تدريج غير خطي. كانت الزاوية توجّه شرقًا في الصباح، ويعكس اتجاهها ظهرًا، بحيث تلقي بالظل في الاتجاه المعاكس.
على الرغم من دقة ساعات الظل التي تعتمد على الشمس، إلا أنها كانت عديمة الفائدة ليلاً وفي الطقس الغائم. لذا طور المصريون عددًا من آلات ضبط الوقت البديلة، بما في ذلك الساعات المائية والساعات الرملية، ونظام لتتبع حركة النجوم. أقدم وصف للساعة المائية هو ما نقش في مقبرة الموظف الرفيع في البلاط الملكي أمنمحات التي تعود للقرن السادس عشر قبل الميلاد، وبما يفيد أنه مخترعها. وكانت هناك عدة أنواع من الساعات المائية، وبعضها أكثر تعقيدًا من غيرها. أحد أنواعها عبارة عن وعاء مع ثقوب صغيرة في القاع، والذي يطفو على سطح الماء وتسمح له الثقوب أن يُملأ بمعدل شبه ثابت؛ وتشير علامات على جانب الوعاء إلى الوقت المنقضي كلما وصل سطح الماء إليها.
أما أقدم ساعة مائية معروفة، فقد تم العثور عليها في قبر الفرعون أمنحتب الأول (1525-1504 قبل الميلاد)، مما يوحي أنها استخدمت لأول مرة في مصر القديمة. ويعتقد أيضًا أن المصريين القدماء هم مخترعو الساعة الرملية، والتي تتكون من غرفتين زجاجيتين متقابلتين رأسيًا متصلتين بواسطة فتحة صغيرة. عندما تقلب الساعة الرملية، تتساقط حبات الرمل من الغرفة العلوية إلى السفلية بمعدل ثابت. هناك طريقة أخرى استخدمها المصريون لتحديد الوقت ليلاً عن طريق استخدام خطوط رأسية تدعى مرخت، والتي استخدمت منذ عام 600 ق.م تقريبًا، بحيث يضبط اثنين من الخيوط أحدهما مع نجم الشمال والآخر مع نجم القطب لإنشاء خط زوال سماوي بين الشمال والجنوب. ويتم قياس الوقت بدقة من خلال مراقبة نجوم معينة عند عبورها هذا الخط.

### (500 ق.م-1 ق.م)
كانت الساعات المائية والشمسية شائعة الاستخدام في اليونان القديمة، بعد أن نقلها إليها أفلاطون، الذي اخترع ساعة منبهة تعتمد على دفع الماء. كانت ساعة أفلاطون تلك تعتمد على التدفق الليلي للماء إلى وعاء يحتوي على كرات من الرصاص، ويطفو فوق برميل قائم. يتدفق الماء بثبات إلى البرميل قادمًا من صهريج. وفي الصباح، يطفو الوعاء بما فيه الكفاية لينقلب، لجعل كرات الرصاص تتراص على طبق من النحاس. نبه الضجيج الناتج تلاميذ أفلاطون لاحتمال آخر بأنه إذا قارنوا بين جرتين متصلتان بمثعب. فإن الماء سينفد حتى يصل إلى المثعب، الذي يوصل الماء للجرة الأخرى. وهناك، سيدفع الماء الصاعد الهواء من خلال صفارة، مطلقًا صوت.
اهتم الإغريق والبابليون بقياس الوقت، كجزء من اهتمامهم بتدوين ملاحظاتهم الفلكية. أشرف الفلكي الإغريقي أندرونيكوس الحوروسي على إنشاء برج الرياح في أثينا في القرن الأول قبل الميلاد. ومن المعروف عن الإغريق، أنهم كانوا يستخدمون المزولة في المحاكم; وهو ما نقله عنهم الرومان، وذلك وفقًا لما ورد في العديد من الكتابات التاريخية والأدبية في تلك الفترة. هناك نوع آخر من الساعات المائية كان مستخدمًا، يتكون من مزهرية بها ثقب في مركزها، طافية فوق الماء. كان الوقت يقاس عن طريق ملاحظة كم من الوقت مضى حتى امتلأت المزهرية بالماء.
وبالرغم من أن الساعات المائية أكثر فائدة من الساعات الشمسية، حيث يمكن استخدامها داخل المنازل وخلال الليل وحتى والسماء ملبدة بالغيوم، إلا أنها لم تكن دقيقة. كما كان بها عدد من المشكلات الشائعة، أحدها كان الضغط، فعندما كان الوعاء يمتلئ بالماء، كان الضغط الزائد يدفع الماء بسرعة أكبر. كانت تلك المشكلة بداية لنشأة علم البنكامات الذي نشأ عام 100 ق.م، وظل يتطور في القرون التالية. ولحل مشكلة زيادة معدل تساقط الماء، كانت أوعية الساعات – عادةً مزهريات أو جرات – تصنع مخروطية الشكل مع جعل قاعدة المخروط في الأعلى. وصاحب هذا التطوير تطور ذكي آخر بإدخال تقنيات تجعل الساعة تصدر أصواتًا في توقيتات معينة. ظلت هناك مشاكل أخرى لم تحل، كتأثير الحرارة، فالماء يتدفق بمعدلات أقل كلما قلت درجة حرارته.
ورغم أن الإغريق والرومان قدما الكثير لتطوير تقنيات الساعات المائية، إلا أنهم واصلوا استخدام ساعات الظل. فعلى سبيل المثال، يقال أن الرياضياتي والفلكي ثيودوسيوس البيثيني، اخترع ساعة شمسية كونية أكثر دقة من أي ساعة أخرى على الأرض في تلك الفترة، وإن كانت المعلومات حولها قليلة للغاية. وقد اهتمت الكتابات الأدبية والرياضياتية بالكتابة عن الساعات الشمسية في تلك الفترة. وخلال عهد الإمبراطور أغسطس، صنع الرومان أكبر ساعة شمسية بنيت على الإطلاق، وهي مزولة الإمبراطور أغسطس، والتي كان عقربها مسلة جُلبت من مدينة أون. وقد ذكر بلينيوس الأكبر أن أول ساعة شمسية وصلت لروما كانت في عام 264 ق.م، آتية من قطانية في صقلية; والتي قال عنها أنها كانت غير دقيقة في تحديد الوقت حتى تم تعديلها لتتناسب مع إحداثيات روما، ولم تستخدم إلا بعد قرن لاحق.

### بلاد فارس

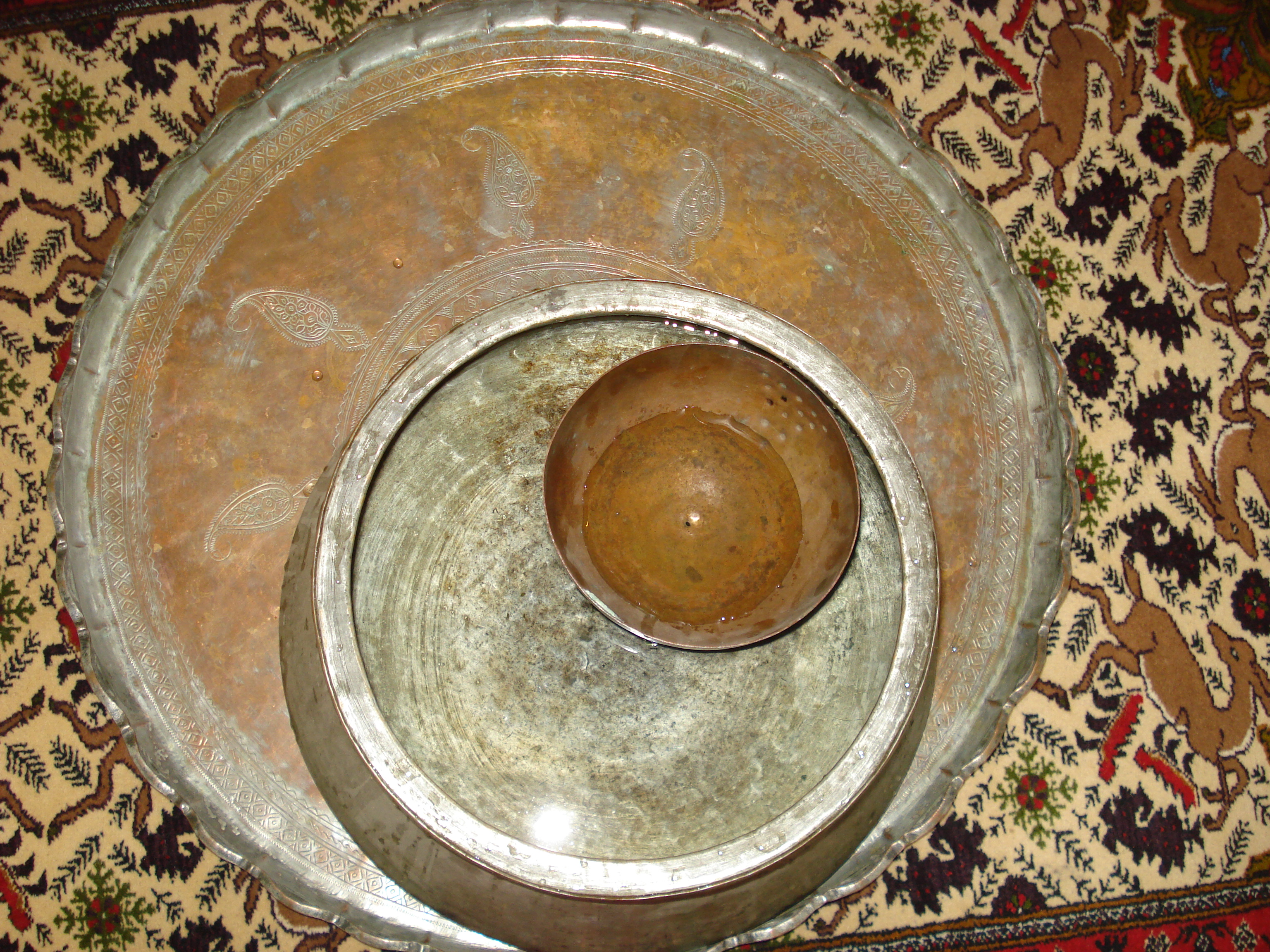
الساعة المائية زيبد.

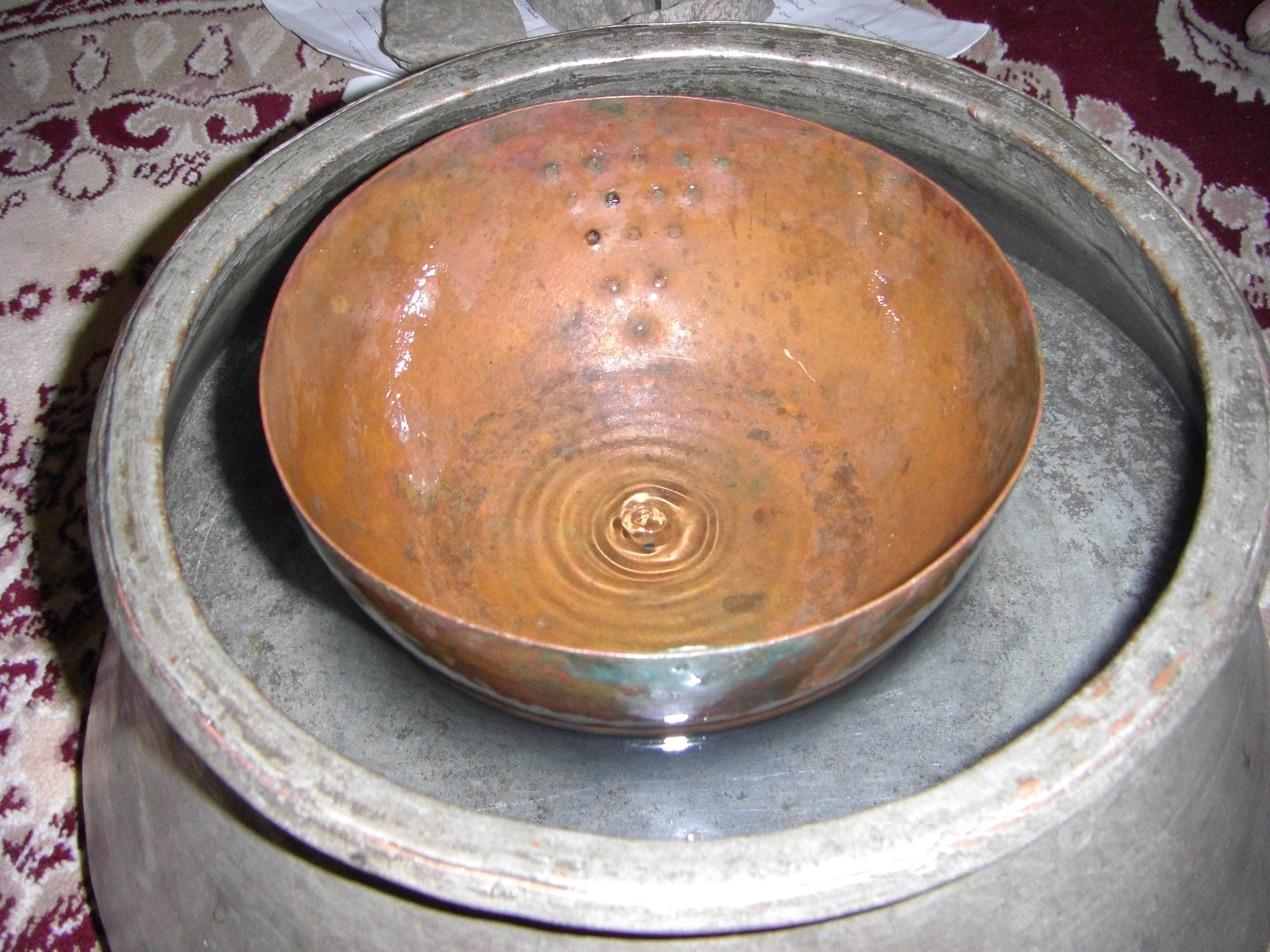
ساعة فارسية قديمة.

وفقًا للمؤرخ الإغريقي كاليسثينيس، فقد كان الفرس يستخدمون الساعات المائية عام 238 ق.م، للتأكد من التوزيع الدقيق للماء من قنوات الري إلى الأراضي الزراعية. يرجع استخدام الساعات المائية في إيران، وخاصة زيبد، إلى عام 500 ق.م. وقد استخدموها لتحديد أعيادهم الدينية قبل الإسلام كعيد النوروز والتشيلاه واليلدا. كانت الساعات المائية التي استخدمها الفرس، من أكثر آلات قياس الوقت القديمة عملية في تحديد القويم السنوي.
وقد وصلت الساعاة المائية الفارسية فنجان، إلى درجة من الدقة تقترب من المعايير الحالية لتقدير الوقت. وقد استخدموها لحساب قدر الوقت الذي يحتاجه المزارع للسماح للماء بالعبور إلى مزرعته عبر قناة الري أو من البئر، وظلت تستخدم حتى استبدلت بساعة أخرى أكثر دقة. ولأهمية الدقة في التوزيع، كان الفرس يختارون أشخاص من كبار السن ممن يتصفون بالعدل والمهارة، لإدارة الساعة المائية، وأحيانًا كان يتناوب على الأمر شخصان لإدارة الأمر على مدار الساعة يوميًا. كان الفنجان عبارة عن قدر كبير ممتلئ بالماء، مع مزهرية مثقوبة في منتصفها. وعندما تمتلئ المزهرية بالماء، تغرق في القدر، عندئذ يفرغها الشخص الذي يتولى الساعة ثم يضعها مجددًا على سطح الماء في القدر. يقوم الشخص حينئذ بحساب عدد مرات امتلاء المزهرية بوضع حصوة صغيرة كل مرة في جرة مجاورة. كان المكان الذي توضع فيه تلك الساعة يعرف باسم خانه فنجان. وكان عادةً على سطح مبنى عام، له نوافذ شرقية وغربية لمعرفة أوقات الشروق والغروب.
كان هناك آلة أخرى لقياس الوقت تدعى الأسطرلاب، ولكنها كانت تستخدم في معتقداتهم الدينية، ولم تكن عملية ليستخدمها المزارعون. ظلت ساعة زيبد المائية تستخدم حتى عام 1965، عندما استبدلت بالساعات الحديثة.

### (1 م – 1500 م)

#### الساعات المائية

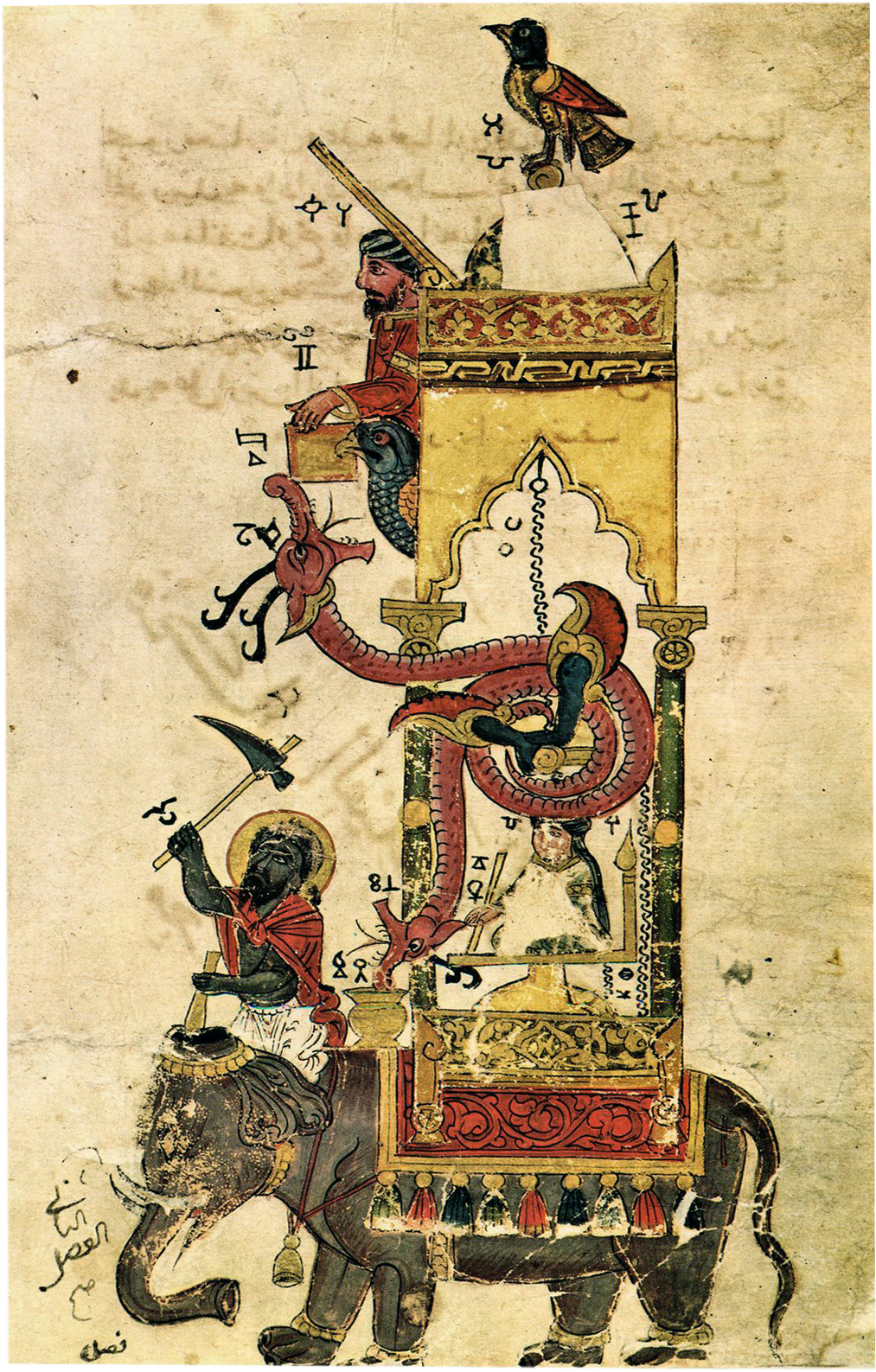
ساعة الفيل المائية التي صنعها الجزري، عام 1206.

يزعم المؤرخ جوزيف نيدهام أن تقنية الساعات المائية الصينية، إنما انتقلت إلى الصين من بلاد الرافدين، في الفترة ما بين الألفية الثانية قبل الميلاد، خلال عهد أسرة شانغ، وحتى الألفية الأولى قبل الميلاد. ومع بداية عهد أسرة هان عام 202 ق.م، تبدّل تدريجيًا استخدام الساعات المائية التي يخرج منها الماء إلى الساعات المائية التي يدخل إليها الماء، والتي تتميز بوجود قضيب طافٍ يوضح منسوب الماء. ولتعويض الضغط المفقود، والذي كان يتسبب في إبطاء معدل دخول الماء إلى الوعاء، أضاف زانج هينج خزانا إضافيا بين الفنطاس والوعاء المستقبل للماء. وحوالي عام 550 م، كان ين غي أول من يكتب في الصين عن إضافة الخزان الذي يحافظ على المنسوب إلى المجموعة، والذي وصفه بالتفصيل المخترع شين كيو بعد ذلك. وفي عام 610، تطور هذا التصميم على يد المخترعين من عهد أسرة سوي غينغ شين ويوين كيه الذين كانا أول من صنع الساعة المائية المتوازنة، والتي كان لها مواضع لموازين قباني ثابتة. يقول جوزيف نيدهام: «...وتسمح الساعة المائية المتوازنة بضبط عمود الضغط في خزان التعويض باتخاذ المواضع المثالية للموازين لتخرج موازية لعوارض الموازين، ومن ثم يمكن التحكم في معدلات التدفق لأطوال مختلفة في الليل والنهار. وبهذا الترتيب، ليس هناك حاجة لخزان إضافي، وسيتنبه العاملان إلى حاجة الساعة المائية لإعادة ملئها.»
في الفترة بين عامي 270 ق.م و 500 م، تطور علمي البنكامات والفلك الهلنستي والروماني، فأدخلا الميكنة إلى الساعات المائية. كانت تلك الإضافة المعقدة ضرورية لتنظيم معدل تدفق المياه. فمثلاً، بعض الساعات المائية تقرع أجراس ونواقيس، بينما أخرى تفتح أبوابًا ونوافذ لتظهر تماثل لأشخاص أو مؤشرات متحركة أو أقراص ساعة. وبعضها يعرض نماذج تنجيم للكون.
كانت أكثر الساعات المائية تطورًا تلك التي صممها المهندسون المسلمون، وخاصة تلك التي صنعها الجزري عام 1206. ففي مخطوطته، وصف الجزري إحدى تصميماته وهي ساعة الفيل، والتي كان معدل تدفقها يتغير يوميًا ليتناسب مع اختلاف أطوال الأيام خلال العام. ولإنجاز ذلك، كان للساعة خزانان: العلوي متصل بالأنظمة الميكانيكية للساعة، والسفلي بمنظّم معدل التدفق. وفي وقت ما خلال اليوم يسمح للماء بالتدفق من الخزان العلوي للخزان السفلي للحفاظ على الضغط ثابتًا في الخزان الذي يستقبل الماء.

#### الساعات الشمعية

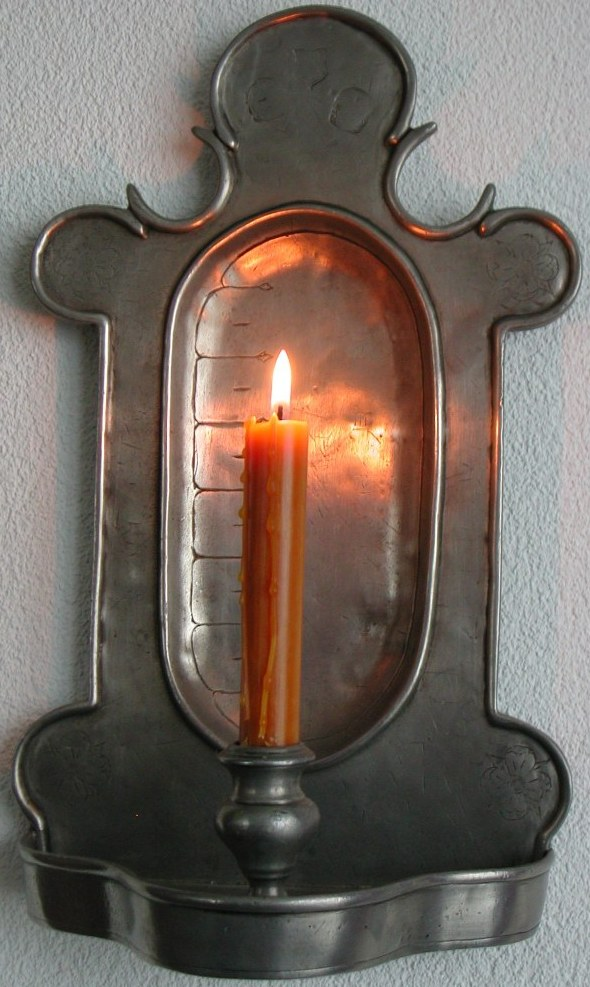
ساعة شمعية.

من غير المعروف على وجه التحديد متى وأين استخدمت الساعات الشمعية لأول مرة، ومع ذلك، يأتي أول ذكر لها في قصيدة صينية كتبها يو جيانفو عام 520. وفقًا للقصيدة، فقد كانت الشمعة المتدرجة وسيلة لتحديد الوقت ليلاً. وقد استخدمت في اليابان شموعًا مماثلة حتى نهاية القرن العاشر الميلادي.
أما الساعة الشمعية الأشهر، فتنسب إلى الملك ألفريد العظيم، وكانت تتألف من ستة شموع مصنوعة من 112 جراما من الشمع، لكل منها ارتفاع 12 بوصة (30 سم)، وسمك موحد، وعلامة عند كل بوصة (2.5 سم). تحترق كل شمعة على مدى أربع ساعات، وتمثل كل علامة 20 دقيقة. وعند إشعالها، توضع الشموع في صناديق زجاجية ذات أطر خشبية لمنع انطفاء اللهب.

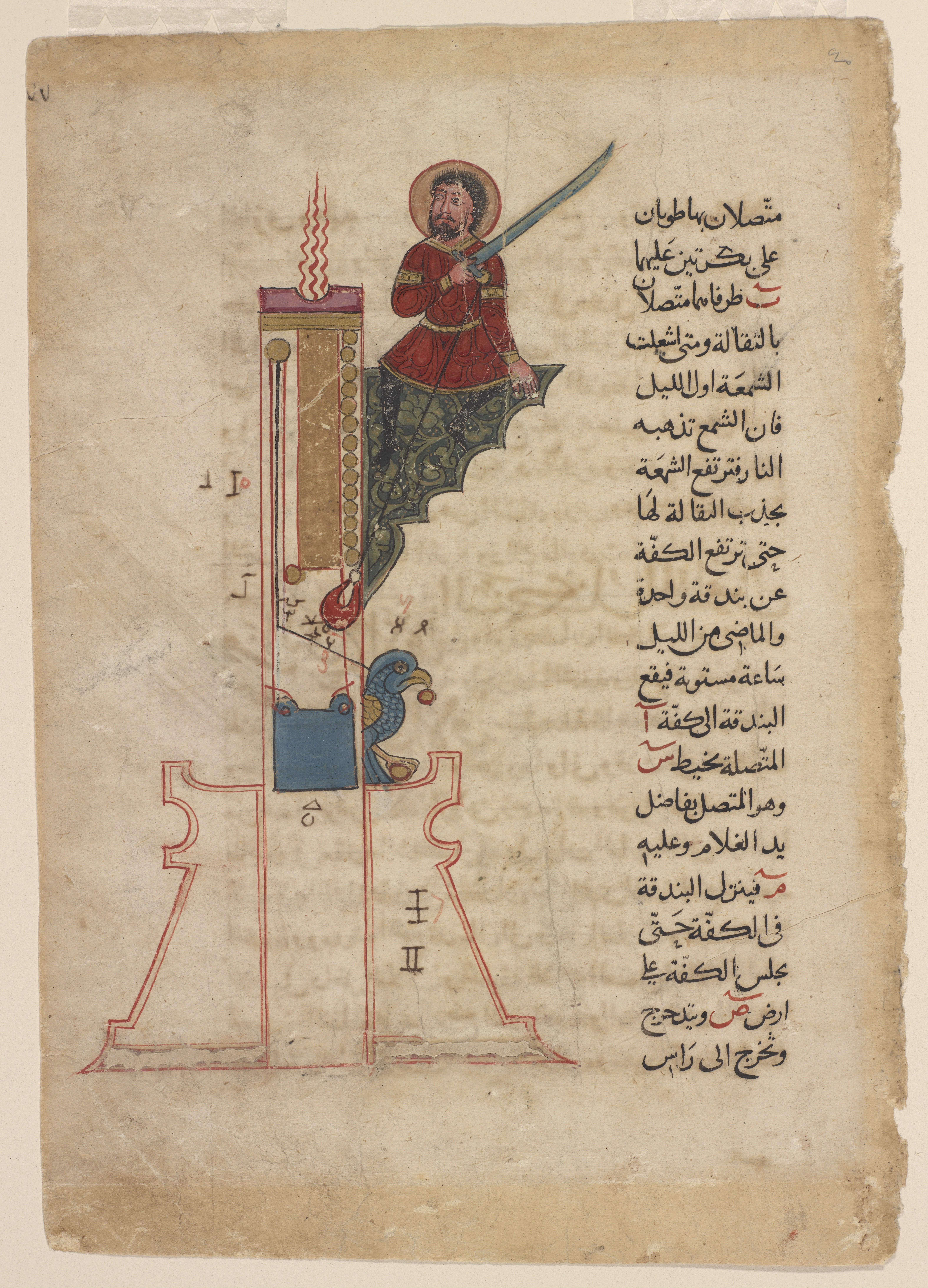
شرح الجزري للساعة الشمعية في كتاب معرفة الحياة الهندسية

كانت الساعات الشمعية الأكثر تطورًا هي تلك التي صنعها الجزري عام 1206، وكانت إحدى ساعاته الشمعية تشمل ترقيمًا يعرض الوقت.
وقد وصف دونالد روتليدج هيل ساعات الجزري الشمعية، قائلاً :
نوع آخر منها كان ساعات المصابيح الزيتية، والتي تتكون من خزان زجاجي مدرج لحمل الزيت، يغذي مصباح بالزيت. وبحسب الكمية التي تقل في منسوب الزيت في الخزان، يستدل من ذلك على الزمن الذ مر.

#### الساعات البخورية
إضافة إلى الساعات المائية والميكانيكية والشمعية، استخدمت ساعات بخورية في الشرق الأقصى، وكان منها عدة أشكال. استخدمت الساعات البخورية لأول مرة في الصين في القرن السادس الميلادي تقريبًا، وفي اليابان، ما زالت هناك ساعة مستخدمة في شوسو-إن، عليها أحرف بالديوناكري، وهو ما يعني أنها قد تكون مخصصة للاستخدام في الاحتفالات البوذية، كما تكهن الباحث الأمريكي إدوارد شافير أنها اخترعت في الهند. ونظرًا لأن الساعة البخورية تحترق كالساعات الشمسية دون لهب، لذا فكانت تعتبر آمنة للاستخدام داخل الأماكن المغلقة.
كانت هناك عدة أنواع من الساعات البخورية، أشهرها عصا البخور. كانت ساعة عصا البخور ذات قياسات، معظمها كانت محددة بدقة. كانت الساعات البخورية إما مستقيمة أو حلزونية والتي كانت أطول وتستخدم لأوقات أطول، وكانت تعلق عادة في أسقف المنازل والمعابد. وفي اليابان، كانت الغيشا تُحاسب على عدد عصي البخور التي استهلكت أثناء وجودها، واستمروا على هذا المنوال حتى عام 1924.

#### الساعات ذات التروس والموازين

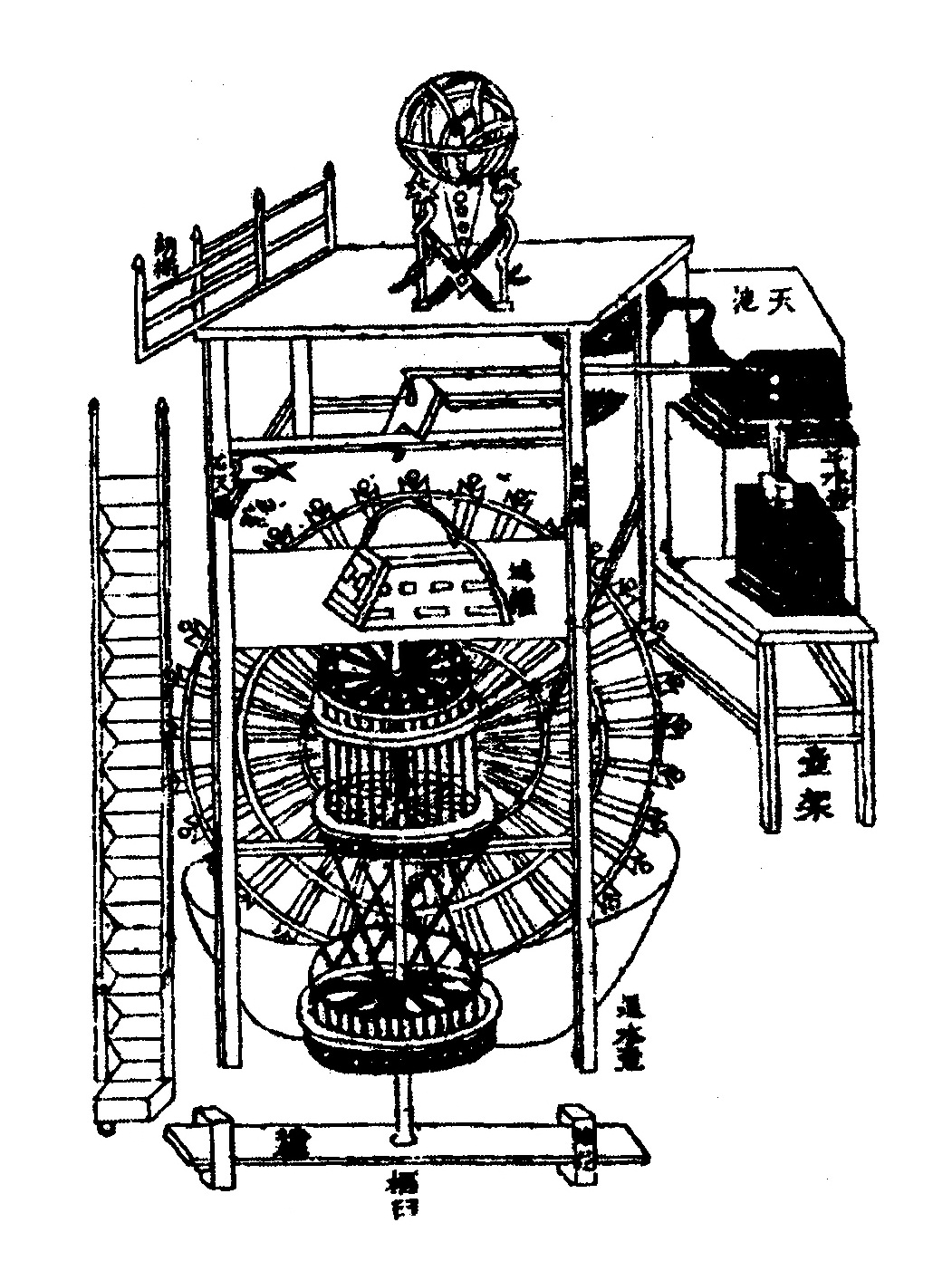
المخطط الأصلي للبنية الداخلية لبرج ساعة سو سونغ كما وصفها في كتابه.

يعد أقدم نموذج لساعة تستخدم تقنية ميزان الساعة، ذاك الذي رسمه المهندس الإغريقي فيلو البيزنطي في الفصل 31 من أطروحته العلمية Pneumatics، والذي كان يشبه في تقنيته تقنية الساعات المائية ذاتية التشغيل. Aومن الساعات القديمة التي استخدمت تقنية ميزان الساعة تلك التي بناها الرياضياتي والراهب البوذي يي شينغ والمهندس ليانغ لينغزان في تشانغآن في القرن السابع الميلادي.
ونظرًا لأن ساعة يي شينغ كانت ساعة مائية، لذا فقد كانت تتأثر بتغير درجات الحرارة. وفي عام 976 م، أوجد تشانغ سيشون حلاً لتلك المشكلة عندما استبدل الماء بالزئبق، والذي يظل سائلاً حتى -39 °F. طبق تشانغ ذلك في برج ساعته الذي بلغ ارتفاعه 10 أمتار، لجعل موازين الساعة تعمل والأجراس تقرع كل ربع ساعة. هناك ساعة أخرى بناها سو سونغ عام 1088، في حجم ساعة تشانغ، تميز بوجود آلة ذات الحلق دوّارة أعلاه يمكن من خلالها تحديد مواضع النجوم، إضافة إلى 5 نواقيس أو أجراس وألواح تحدد الوقت. كما تميزت ساعته بوجود أول ناقل حركة بالسلاسل معروف لنقل القوى في تاريخ آلات قياس الوقت. بني هذا البرج في البداية في العاصمة كايفنغ، ثم قامت أسرة جين بتفكيكه ونقله إلى عاصمتهم يانجينغ (الآن بكين)، ولكنهم لم يستطيعوا إعادة تركيبه بصورة صحيحة. وبالنتيجة، أمرو سو شيي ابن سو شينغ ببناء برج آخر طبق الأصل.
تضمنت أبراج الساعات التي بناها تشانغ وشينغ في القرنين العاشر والحادي عشر على التوالي، تقنية الساعة القرعية، والتي تجعل الساعة تصدر أصواتًا عند كل ساعة. كان هناك ساعة قرعية أخرى خارج الصين في جامع بني أمية الكبير في دمشق، والتي أنشأها محمد الساعاتي في القرن الثاني عشر الميلادي، والتي وصفها ابنه رضوان الساعاتي في مخطوطته علم الساعات والعمل بها (1203)، والتي كتبها عندما تم تكليفه بإصلاح الساعة. وفي عام 1235، صنع المسلمون منبهًا يعمل بقوة دفع الماء للتنبيه على أوقات الصلاة ليلاً ونهارًا في مدخل قاعة المدرسة المستنصرية في بغداد.
أما أول ساعة تدور بالمسننات، فقد اخترعها ابن خلف المرادي في القرن الحادي عشر الميلادي في الأندلس، وكانت ساعة مائية يعمل بتقنية تروس متقاطرة معقدة، تتضمن تروسًا متداخلة وتداويرية قادرة على نقل عزم دوران كبير. لم يكن هناك ساعة تماثل في تقنيتها ساعة المرادي، حتى اخترعت الساعات الميكانيكية من منتصف القرن الرابع عشر الميلادي. استخدم المرادي أيضًا الزئبق لإدارة ساعته هيدروليكيًا، وهو ما ميز الآلات الميكانيكية ذاتية التشغيل. نقل العلماء في بلاط ألفونسو العاشر أعمال المرادي، ونقلوا تقنيتها لتلعب بذلك دورًا في تطور الساعات الميكانيكية الأوروبية. صنع المهندسون المسلمون في العصور الوسطى أيضًا ساعات مائية تعمل بمصفوفات معقدة من التروس المتقاطرة ذاتية التشغيل، كما صنعوا، مثلهم كمثل الصينيين والإغريق، ميزان الساعة يعمل بتقنية قوة دفع المياه، واستخدموه في بعض ساعاتهم المائية. استخدموا أيضًا عوامات ثقيلة كالأوزان ونظام ثابت الرأس كميزان للساعة، لجعل الأنظمة الهيدروليكية تهبط بمعدل بطيء وثابت.

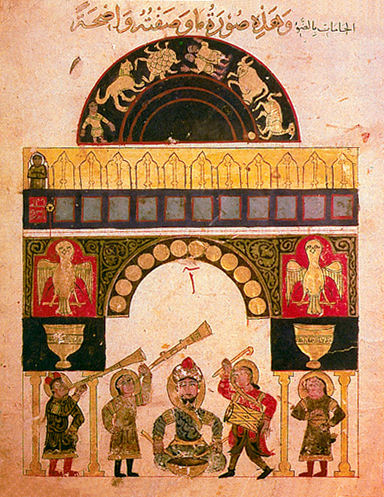
ساعة الجزرى الفلكية العملاقة.

وفي عام 1277، وصفت المخطوطة الإسبانية Libros del saber de Astronomia المترجمة والمنقولة عن أعمال عربية، ساعة زئبقية يستدل بها على توصّل المسلمين لتقنية الساعات الميكانيكية. إلا أن المخطوطة كانت تصف أيضًا ساعة مائية إسطوانية، من اختراع الحاخام اليهودي إسحاق، والتي صممها معتمدًا على المبادئ التي وضعها هيرو السكندري لكيفية رفع الأجسام الثقيلة.

#### الساعات الفلكية

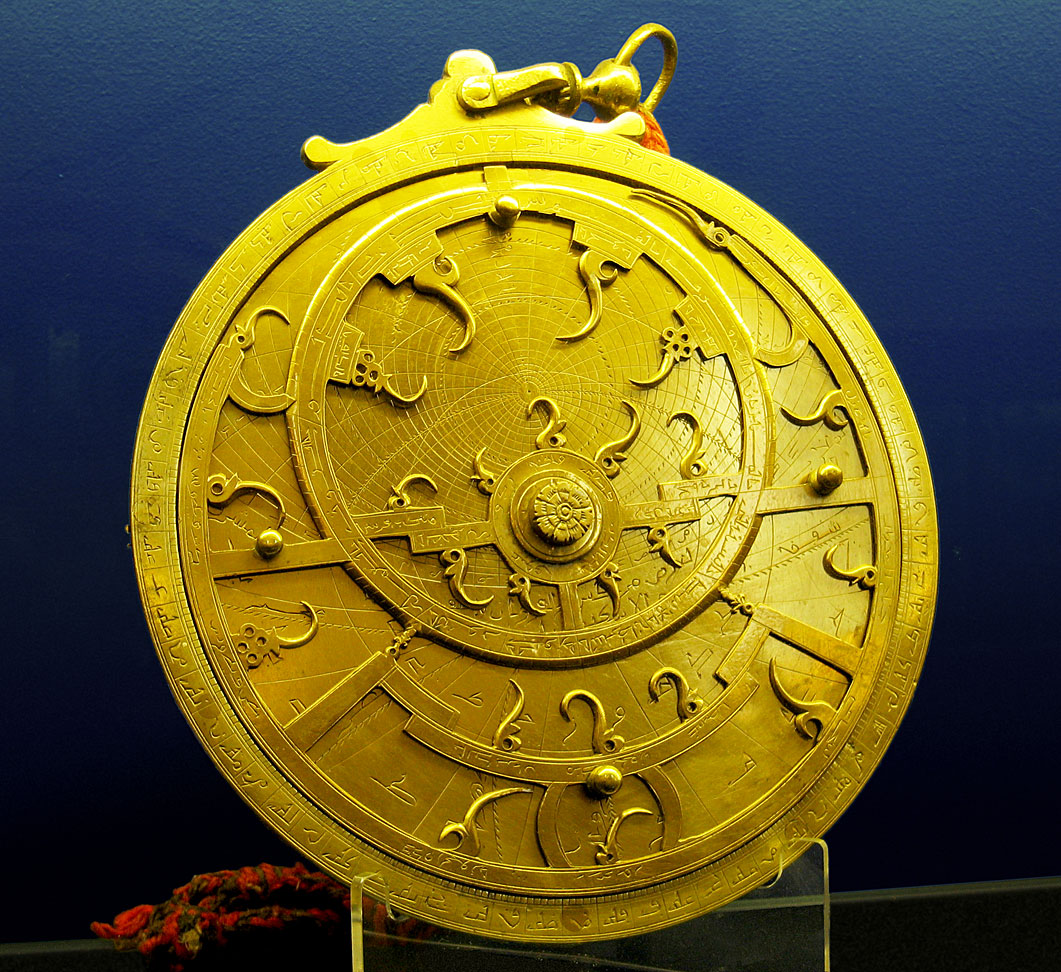
الإسطرلاب، استخدمه الفلكيون المسلمون كساعة فلكية في المساجد والمراصد.

خلال القرن الحادي عشر في عهد أسرة سونغ، ابتكر عالم الفلك والمهندس الصيني سو سونغ ساعة فلكية تدار بالماء من أجل برج الساعة بمدينة كايفنغ، والتي استخدم فيها تقنية ميزان الساعة، فضلاً عن أول سلسلة نقل حركة مرسلة معروفة تدير آلة ذات الحلق.
شيد الفلكيون المسلمون المعاصرون أيضًا مجموعة متنوعة من الساعات الفلكية عالية الدقة لاستخدامها في المساجد والمراصد الفلكية، كالساعة الفلكية التي تعمل بدفع الماء التي صنعها الجزري عام 1206، وساعة الإسطرلاب لابن الشاطر في وقت مبكر من القرن الرابع عشر. كانت أكثر ساعات الإسطرلاب تطورًا تلك التي صممها أبو الريحان البيروني في القرن الحادي عشر، ومحمد بن أبي بكر في القرن الثالث عشر، والتي اعتمدت على تقنية نقل الحركة بالتروس. تعمل تلك الأجهزة لتحديد الوقت وأيضًا كتقويم.
كانت ساعة الجزري الفلكية التي تدار بالماء جهازًا معقدًا. كان ارتفاعها أحد عشر قدمًا، وتقوم بوظائف عدة إلى جانب تحديد الوقت، كتحديد البروج ومساري الشمس والقمر. إلى جانب وجود مؤشر هلالي يتحرك عن طريق عربة خفية، ليفتح بابًا يُظهر منه دمية مختلفة كل ساعة، وبها إمكانية إعادة ضبط طول الليل والنهار لمواكبة تغيرهما على مدار العام. وتميزت هذه الساعة أيضًا بعدد من الآليات ذاتية التشغيل تشمل صقورًا وموسيقيين يعزفون حين يتم تحريكهم بواسطة رافعات تدار عن طريق عمود كامات متصل بساقية (ناعور).

## الأجهزة الحديثة

### الأجهزة الحديثة ذات الأصول القديمة

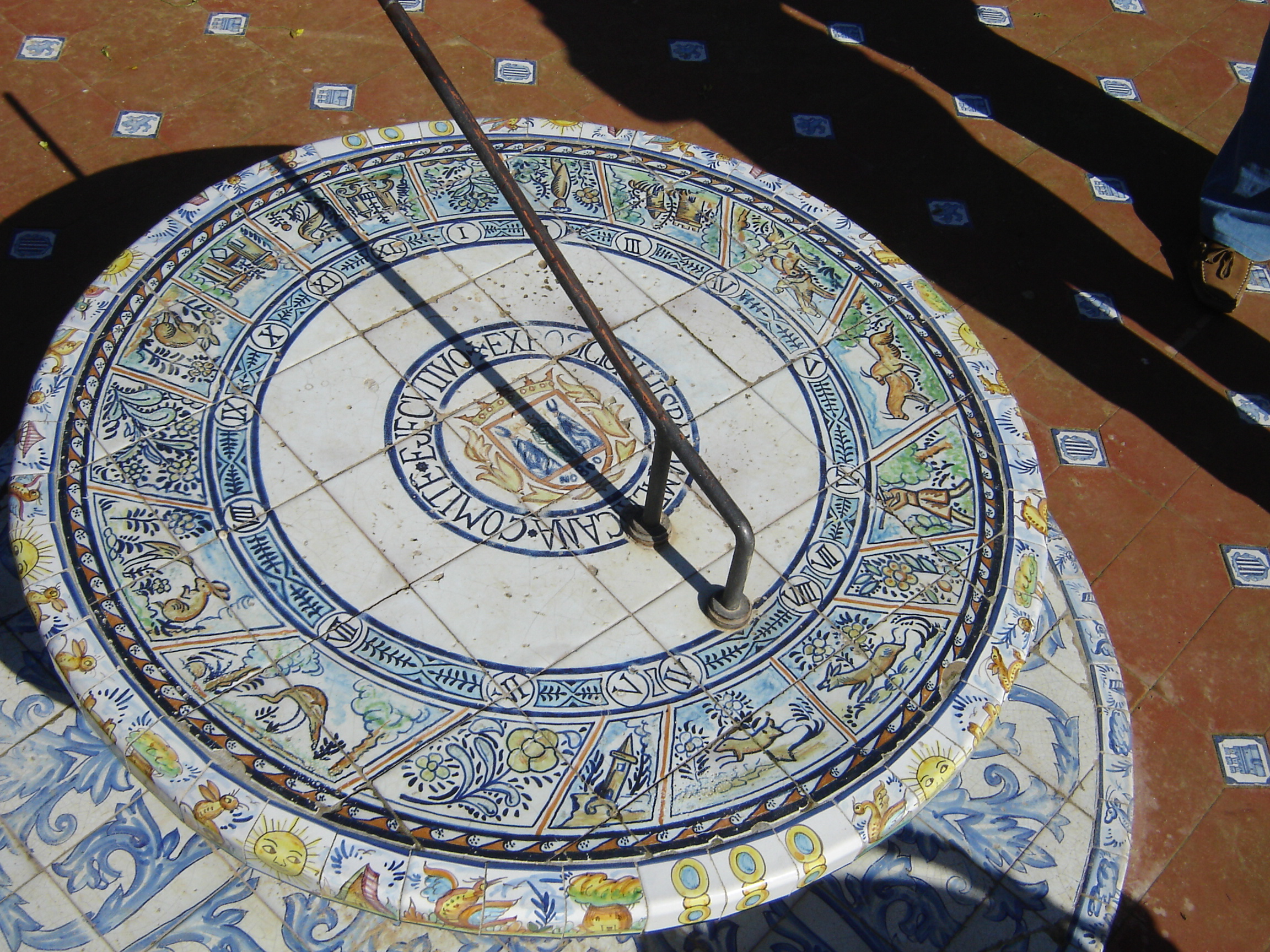
مزولة من القرن العشرين في إشبيلية، إسبانيا.

طوّر الفلكيون المسلمون المزاول. فقد كانت مؤشرات الساعة القديمة ذات خطوط ساعات طولية، لذا كانت الساعات التي تقدرها غير متساوية —كانت تسمى الساعات المؤقتة— والتي كانت تتغير بحسب الفصول. كان اليوم يقسّم إلى 12 جزء بغض النظر عن كونه في أي وقت في العام هو، لذا فقد كانت الساعات أقل في الشتاء وأكبر في الصيف. كانت الساعات المتساوية الطول من اختراع ابن الشاطر في عام 1371، والتي اعتمدت على التطورات التي أحدثها البتاني في علم حساب المثلثات. أدرك ابن الشاطر أنه «عند استخدام عقرب مزولة موازي لمحور الأرض، فإنه ستكون لديه ساعة شمسية توضح قيم ساعات ثابتة على مدار العام». وتعد ساعة ابن الشاطر أقدم ساعة قطبية المحور في الوجود. وقد انتقل هذا المفهوم إلى الغرب عام 1446.
وبعد أن أصبحت فكرتي مركزية الشمس والساعات المتساوية مقبولتان، إضافة إلى التطور في علم حساب المثلثات، تطورت الساعات الشمسية إلى هيئتها الحالية مع عصر النهضة، حيث انتشرت بأعداد كبيرة. وفي عام 1524، صنع الفلكي الفرنسي أورونس فينيه ساعة شمسية عاجية والتي ما زالت موجودة، وأخيرًا عام 1570، نشر الفلكي الإيطالي جيوفاني بادوفاني مخطوطة حول كيفية تصنيع وتنصيب الساعات الشمسية الأفقية والرأسية. كما نشر جيوسيب بيانكاني مخطوطته Constructio instrumenti ad horologia solaria (تقريبًا عام 1620) والتي تناقش كيفية تصنيع الساعات الشمسية.
استخدم المستكشف البرتغالي فرناندو ماجلان 18 ساعة رملية على كل سفينة من سفنه أثناء رحلته الاستكشافية حول العالم عام 1522. كانت الساعات الرملية واحدة من الطرق القليلة الموثوق بها في قياس الوقت في عرض البحر، ويعتقد أنها استخدمت على متن السفن منذ القرن الحادي عشر الميلادي، لتكمل عمل البوصلة المغناطيسية، وكعامل مساعد في الملاحة. ورغم ذلك، فإن أقدم دليل على استخدامها هو لوحة Allegory of Good Government لأمبروجيو لورنزيتي التي رسمها عام 1338. ومنذ القرن الخامس عشر، استخدمت الساعات الرملية على نطاق واسع في البحر، وفي الكنائس والمصانع والمطابخ، لسهولة صنعها ودقتها. ورغم أن الساعات الرملية استخدمت في الصين، إلا أن تاريخ بدأ استخدامها هنا غير معروف.

### الساعات

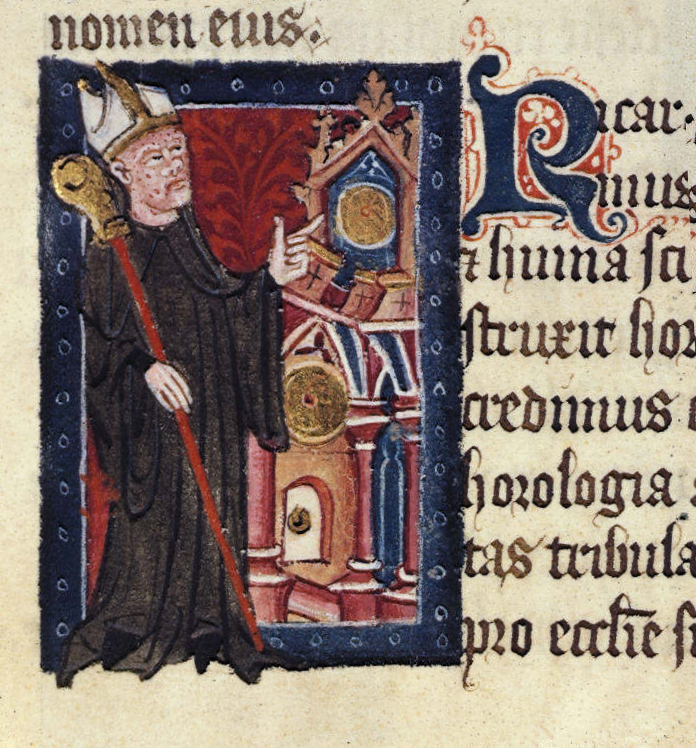
ساعة دير سانت ألبانز الفلكية التي بناها رئيس الدير ريتشارد من والينجفورد.

تشمل الساعات مجموعة واسعة من الأجهزة، والكلمة الإنجليزية clock أصلها من clokke الإنجليزية الوسطى أو cloque الفرنسية الشمالية القديمة أو clocke الهولندية الوسطى والتي تعني جميعًا جرس، وأصلهم من الكلمة اللاتينية الوسطى clocca، والتي تعني أيضًا جرس. وبالتأكيد، فقد كانت الأجراس تستخدم للدلالة على مرور زمن معين، كما كانوا يفعلون في أجراس السفن وفي الأديرة.
عبر التاريخ، كان للساعة مصادر قوى متعددة تدفعها للعمل، كالجاذبية والزنبرك والقدرة الكهربية. ويرجع الفضل في اختراع الساعات الميكانيكية إلى الصينيين ليانغ لينغزان ويي شينغ. بل ولم تنتشر في الغرب إلا في القرن الرابع عشر الميلادي. وقد استخدمت الساعات في الأديرة في العصور الوسطى لتنظيم أوقات الصلوات. واستمر تطور الساعات حتى صنعت أول ساعة بندولية، والتي صممها وصنعها العالم الهولندي كريستيان هوغنس في القرن السابع عشر.

#### الساعات الميكانيكية الغربية القديمة
كان صانعي الساعات الأوائل في العصور الوسطى في أوروبا من الرهبان المسيحيين. كانت الطقوس الدينية تتطلب معرفة الوقت لتحديد الصلوات وتنظيم الأعمال، واستخدموا لذلك الساعات المائية والشمسية والشمعية، وأحيانًا استخدموها معًا. وكانت عادة ما تقرع نواقيس أو أجراس يدويًا أو ميكانيكيًا
للتنبيه على الأوقات الهامة. كما صنع رئيس شمامسة فيرونا باسيفيوس، ساعة مائية حوالي عام 850.
كانت الحاجة الدينية ومهارة رهبان العصور الوسطى من العوامل المؤثرة في تطور الساعات، وقد كتب المؤرخ توماس وودز عن ذلك قائلاً: «كان من بين الرهبان صانعي ساعات مهرة. وأول ساعة معروفة بناها سلفستر الثاني في المدينة الألمانية ماغديبورغ، حوالي عام 996. وقد بنى الرهبان بعد ذلك ساعات أكثر تعقيدًا. ففي القرن الرابع عشر، بنى الراهب بيتر ليتفوت في دير غلاستونبري إحدى أقدم الساعات التي لا زالت موجودة إلى الآن، ومحفوظة في حالة ممتازة في متحف العلوم في لندن.»
ويبدو من كتابات القرن الحادي عشر الميلادي أن الساعات كانت من الأشياء الشائعة في أوروبا في تلك الفترة. وفي بداية القرن الرابع عشر، ذكر الشاعر الفلورنسي دانتي أليغييري في الكوميديا الإلهية الساعة ليعد بذلك أول عمل أدبي يشير إلى وجود ساعات تقرع كل ساعة. أما أقدم عمل أوروبي يصف طريقة عمل الساعات، كان من أعمال جيوفاني دوندي أستاذ علم الفلك في جامعة بادوا، في مخطوطته Il Tractatus Astrarii التي كتبها عام 1364. ومن الأعمال البارزة في تلك الفترة أيضًا، ساعة ميلانو (1335) وساعة ستراسبورغ (1354) وساعة كاتدرائية لوند (1380) وساعة روان (1389) وساعة براغ (1462).
وتعد ساعة كاتدرائية سالزبري التي ترجع إلى عام 1386، أقدم ساعة عاملة في العالم، والتي لا زالت تحتفظ بمعظم أجزائها الأصلية. لم يكن للساعة مؤشر، حيث كانت مصممة لتصدر أصواتًا عند كل أوقات محددة. عجلاتها وتروسها موضوعون داخل إطار حديدي مفتوح تبغ مساحته نحو 1.2 م2. استخدم في تلك الساعة تقنية ميزان الساعة ذي القضيب التي كانت شائعة في ذلك الوقت.

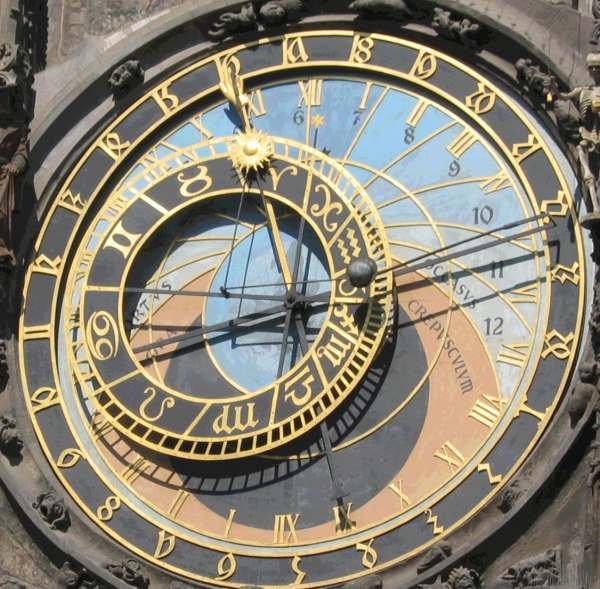
واجهة ساعة براغ الفلكية (1462)

كانت ساعة كاتدرائية ويلس التي صنعها بيتر ليتفوت حوالي عام 1390، من الساعات المميزة أيضًا. كان مؤشر تلك الساعة يمثل نموذج مركز الأرض، وتظهر به الشمس والقمر يدوران حول مركز ثابت وهو الأرض. تتفرد تلك الساعة في أنها تعكس النظرة إلى طبيعة الكون في عصر ما قبل ثورة كوبرنيكوس. أعلى الساعة مجموعة من التماثيل التي تقرع الأجراس، ومجموعة من الفرسان يتبارزون كل 15 دقيقة.
استخدم في تلك الساعة رقاص ومثبت ميزان الساعة في القرن السابع عشر، ووضعت في متحف العلوم في لندن عام 1884، وما زالت تعمل به إلى الآن. كان هناك أيضًا العديد من الساعات الفلكية المشابهة في كاتدرائية إكسيتر وأوتري سانت ماري وكنيسة ويمبورن.
ساعة أخرى غير موجودة الآن وهي ساعة كاتدرائية سانت ألبانز، والتي بناها في القرن الرابع عشر ريتشارد من والينجفورد، والتي دُمرت بعد قرار هنري الثامن ملك إنجلترا بحل الأديرة، والتي كانت إضافة إلى تحديدها للوقت، تتوقع وبدقة أوقات الخسوف، موضحًا عليها الشمس والقمر بأطواره والنجوم والكواكب، إضافة إلى عجلة الحظ، وحالة المد والجزر عند جسر لندن. وقد قال المؤرخ توماس وودز عنها، «أنه لم تظهر ساعة تعادلها في تعقيد تقنيتها على الأقل لقرنين تاليين». كان جيوفاني دوندي أيضًا من صانعي الساعات الذين لم تبق ساعاتهم، إلا أنه أعيد بنائها وفقًا لتصاميمه. كانت ساعته ذات سبعة أوجه، ومصنوعة من 107 قطعة متحركة، وتوضح مواقع الشمس والقمر وخمسة كواكب وأيام الاحتفالات الدينية. وفي تلك الفترة، كانت الساعات الميكانيكية توضع في الأديرة لتحديد المناسبات والأوقات الهامة، لتحل محل الساعات المائية.
بحلول القرن الخامس عشر، بدأ استخدام الساعات لأغراض غير الأغراض الدينية. ففي عام 1466، وضعت ساعة أعلى مبنى المحكمة وفي غرفة المستشار في دبلن لتحديد الوقت، وكانت الأولى من نوعها في أيرلندا. ومع الزيادة المفرطة في بناء القلاع، زادت الحاجة إلى بناء أبراج الساعات، ومنها ساعة قلعة ليدز التي تعود لعام 1435، التي زينت أوجهها بصور لصلب المسيح ومريم العذراء والقديس جورج.
استخدمت أبراج الساعات في أوروبا الغربية في العصور الوسطى أحيانًا ساعات قرعية. يعد برج ساعة سانت مارك الموجود في ميدان سانت مارك في فينيسيا والذي بناه جيان كارلو رينييري عام 1493، أشهر أبراج الساعات التي ما زالت باقية. وفي عام 1497، صبّ سيمون كامباناتو جرسه الكبير الذي يقرعه تمثالان ميكانيكيان برونزيان يحملان مطرقتان كل وقت محدد.
لم تكن مؤشرات الساعة القديمة تشير إلى الدقائق والثوان. وقد أشارت مخطوطة ترجع إلى عام 1475، إلى ساعة ذات دقائق، بينما التي تحتوي على دقائق وثوان فتعود للقرن الخامس عشر. ولم يصبح استخدامها شائعًا إلا بعدما أصبح في الإمكان تحديد الوقت بدقة أكبر مع اختراع الساعة البندولية ونابض الإتزان الحلزوني. وفي القرن السادس عشر، استخدم الفلكي تيخو براهي الساعات ذات الدقائق والثوان لمراقبة مواضع النجوم.

#### الساعات الميكانيكية العثمانية
وصف المهندس العثماني تقي الدين الشامي ساعة ذات ميزان ساعة ذي قضيب وتروس متقاطرة ومنبه تتحرك تحت تأثير الوزن وتوضح أطوار القمر في كتابه الكواكب الدرية في وضع البنكامات الدورية، الذي كتبه حوالي عام 1556. كمثله من الساعات الأوروبية الميكانيكية المنبهة في القرن الخامس عشر، كان المنبه يحدد بوضع وتد في عجلة المؤشر عند الوقت المحدد. وكانت ساعته تحتوي على ثلاث مؤشرات تشير إلى الساعات والدقائق والثواني. أنشأ تقي الدين الشامي بعد ذلك ساعة لمرصده في إسطنبول، والتي استخدمها في حساباته للمطلعات المستقيمة، حيث قال : «صنعنا ساعة ميكانيكية بثلاث مؤشرات تظهر الساعات والدقائق والثوان. وقد قسمنا كل دقيقة إلى خمس ثوان.» كان ذلك ابتكارًا هامًا في القرن السادس عشر في علم الفلك التطبيقي، حيث أنه وحتى القرن العشرين، لم تكن الساعات دقيقة بما يكفي لاستخدامها في الأغراض الفلكية. كما صنع صانع الساعات العثماني ميشور شاه ديدي في عام 1702، ساعة تقدّر الدقائق.

#### الساعات البندولية
تواصلت الابتكارات في الساعات الميكانيكية، وتصاغر حجمها حتى أصبحت الساعات تستخدم داخل المنازل بحلول القرن الخامس عشر، كما أصبحت للاستخدام الشخصي في القرن السادس عشر. وفي حوالي عام 1580، بحث العالم الإيطالي جاليليو جاليلي التأرجح المنتظم للبندول، واكتشف أنه من الممكن استخدامه لتنظيم الوقت. ورغم أن جاليلي درس حركة البندول، إلا أنه لم يصمم ساعة تعتمد على فكرته تلك، حيث كانت أول ساعة بندولية من صنع العالم الهولندي كريستيان هوغنس عام 1656. كانت النماذج الأولى منها تتسبب في تأخر الوقت بمعدل دقيقة كل يوم، ثم تطورت إلى تأخير بمقدار 10 ثوان كل يوم، وهو ما كان يعتبر دقة عالية في ذاك الوقت.
ساهم اليسوعيون بصورة كبيرة في تطوير الساعات البندولية في القرنين السابع عشر والثامن عشر، حيث كانوا يبدون حرصًا غير عادي في دقة تقدير الوقت. ولقياس ثانية بندولية بدقة، قام الفلكي الإيطالي جيوفاني باتيستا ريتشيولي بإقناع تسعة من أتباعه اليسوعيين بعدّ حوالي 87,000 أرجحة في يوم واحد. وقد لعبوا دورًا مؤثرًا في نشر واختبار الأفكار العلمية في تلك الفترة، وتعاونوا مع العديد من العلماء المعاصرين أمثال هينغز.
يرجع تاريخ اختراع الساعة ذات الصندوق الطويل الحديثة ذات تقنية مثبت ميزان الساعة إلى حوالي عام 1670. قبل ذلك، كانت الساعات البندولية تستخدم تقنية ميزان الساعة ذي القضيب القديمة، التي تتطلب مدى أرجحة كبير يصل إلى 100°. ولتجنب الحاجة إلى صندوق كبير للغاية، استخدمت معظم الساعات ذات تقنية ميزان الساعة ذي القضيب بندولاً قصيرًا. ورغم ذلك، قللت تقنية مثبت ميزان الساعة مدى الأرجحة الضروري للبندول بنحو 4° إلى 6°، لتسمح بذلك لصانعي الساعات باستخدام بندولات أطول، فتطلبت بذلك طاقة أقل للحركة وقللت من الاحتكاك والبلي، كما كانت أكثر دقة من البندولات القصيرة. استخدمت معظم الساعات ذات الصندوق الطويل بندولاً يصل طوله إلى المتر، لتستغرق كل أرجحة ثانية واحدة. أدت متطلبات الطول تلك مع الحاجة إلى مساحة لتساقط الوزن الذي يسمح للساعة بالعمل، إلى الحاجة إلى ذاك الطول في الساعة.
وفي عام 1675، بعد 18 عام من اختراع الساعة البندولية، استخدم هينغز النابض الشعري الحلزوني مع عجلة اتزان في ساعات الجيب، بديلاً عن النابض الطولي الذي اخترعه الفيلسوف الطبيعي الإنجليزي روبرت هوك. نتج عن ذلك، تقدم كبير في دقة ساعات الجيب، من تأخير عدة ساعات في اليوم أحيانًا إلى نحو 10 دقائق في اليوم، كما أثّر استخدام البندول في الساعات الميكانيكية.

#### صانعو الساعات
كان صانعو الساعات الأوائل من حرفيي صناعات الأقفال والمجوهرات. وقد تدرجت صناعة الساعات من الصناعة بحسب الطلب، إلى الإنتاج الكمي على مدى أعاوام طويلة. كانت باريس وبلوا المراكز الأولى لصناعة الساعات في فرنسا. وقد كان لصانعي الساعات الفرنسيين أمثال جوليان لوروا صانع ساعات قصر فيرساي، البق في تصميم هياكل الساعات وساعات الزينة. ينتمي لو روي للجيل الخامس لأسرة من صانعي الساعات، وقد وصفه معاصروه بأنه «أكثر صانعو الساعات مهارة في فرنسا، وربما في أوروبا». اخترع لو روي تقنية تكرارية خاصة حسّنت من دقة الساعات، مما شجع العلماء على مواصلة أبحاثهم للوصلول إلى طرق جديدة لقياس الوقت بدقة أكبر.
بين عامي 1794-1795، وبعد أحداث الثورة الفرنسية، ألزمت الحكومة الفرنسية لفترة وجيزة باستخدام الساعات العشرية، التي تقسم اليوم إلى عشر ساعات في كل منها 100 دقيقة. إلا أن تكلفة تحويل كل الساعات إلى هذا النظام، أعاقت انتشاره.
وفي ألمانيا، كانت نورنبيرغ وآوغسبورغ مراكز صناعة الساعات الأولى هناك، ثم أصبحت الغابة السوداء متخصصة في صناعة ساعات الوقواق الخشبية. وقد أصبح الإنجليز المسيطرون على صناعة الساعات في القرنين السابع عشر والثامن عشر. ثم أصبحت سويسرا مركزًا لصناعة الساعات الميكانيكية الأكثر دقة في العالم، بعد أن نزح إليها الحرفيين الهوغونوتيين في القرن التاسع عشر. وتعد باتك فيليب الشركة الرائدة اليوم في صناعة الساعات، وهي الشركة التي أسسها أنتوني باتك من وارسو وأرديان فيليب من برن.

#### ساعات اليد
في عام 1904، طلب الطيار ألبرتو سانتوس-دومونت من صديقه الساعاتي الفرنسي لويس كارتييه تصميم ساعة يستخدمها في رحلاته. كانت ساعات اليد قد اخترعت بالفعل عام 1868، على يد باتك فيليب، ولكن كسوار نسائي، كقطعة من المجوهرات. ولما كانت ساعة الجيب غير ملائمة، صنع كارتييه ساعة يد لسانتوس، لتكون أول ساعة يد رجالية، بل وتصلح للاستخدام العملي.
زادت شعبية ساعات اليد خلال الحرب العالمية الأولى، عندما وجدها الضباط أكثر ملائمة من ساعات الجيب في المعارك. واعتمد ضباط المدفعية والمشاة على ساعاتهم، بعد أن أصبحت المعارك أكثر تعقيدًا، بل وأصبح تنسيق الهجوم ضروريًا. كانت الحاجة إلى ساعات اليد في الجو كما على الأرض، بعد أن وجدها الطيارون الحربيون أكثر ملائمة من ساعات الجيب. وبالتالي، أصبحت الجيوش تتعاقد على ساعات يد للجنود والطيارين على حد سواء. وفي الحرب العالمية الثانية، كانت ساعة A-11 مرغوبة بين الطيارين الأمريكيين، نظرًا لخلفيتها السوداء وأرقامها البيضاء، مما جعلها سهلة القراءة.

### الكرونوميترات
الكرونوميترات البحرية هي ساعات تستخدم في البحر كمقياس للوقت، لتحديد خطوط الطول الجغرافية عن طريق الملاحة الفلكية. كان أول من صنعها نجار من يوركشاير يدعى جون هاريسون، الذي فاز عن ذلك بجائزة من الحكومة البريطانية عام 1759. تعتمد فكرة الكرونوميتر البحري على احتفاظه بتوقيت مكان ثابت معروف -عادةً توقيت غرينيتش— ليسمح للبحارة بمعرفة خطوط الطول بمقارنة توقيت الظهر عند نقطة القياس، بالتوقيت في غرينيتش في نفس الوقت.

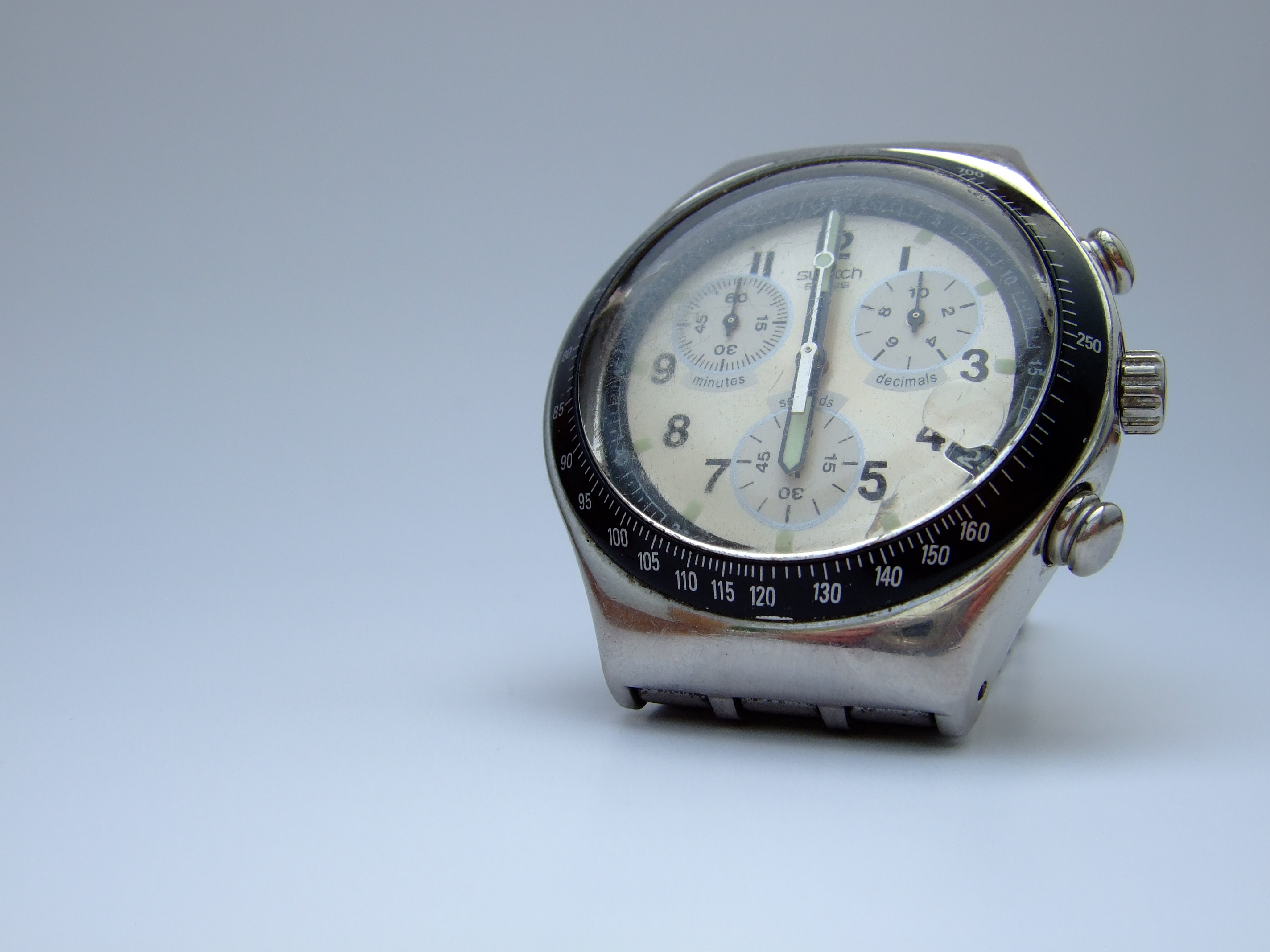
ساعة كوارتز وكرونوغراف حديثة.

في البداية، كان لفظ كرونوميتر يشير للكرونوميترات البحرية، ومع الوقت أصبح اللفظ يشير أيضًا إلى ساعة الكرونومتر وهي ساعة يد ذات معايير دقيقة لقياس الوقت وضعتها الوكالة السويسرية لاختبار الكرونوميترات (COSC). سنويًا، يحصل أكثر من مليون كرونوميتر على شهادة عيارية من الوكالة السويسرية بعد اختبارها، وتحصل بعد ذلك على رقم متسلسل. وفقًا للوكالة السويسرية، فإن الكرونوميتر هو ساعة يد عالية الدقة، قادرة على عرض الثواني والتي تم اختبارها على مدى عدة أيام، في مواقع مختلفة، وعند درجات حرارة مختلفة، من قبل مسؤول في هيئة محايدة.

### مذبذبات الكوارتز

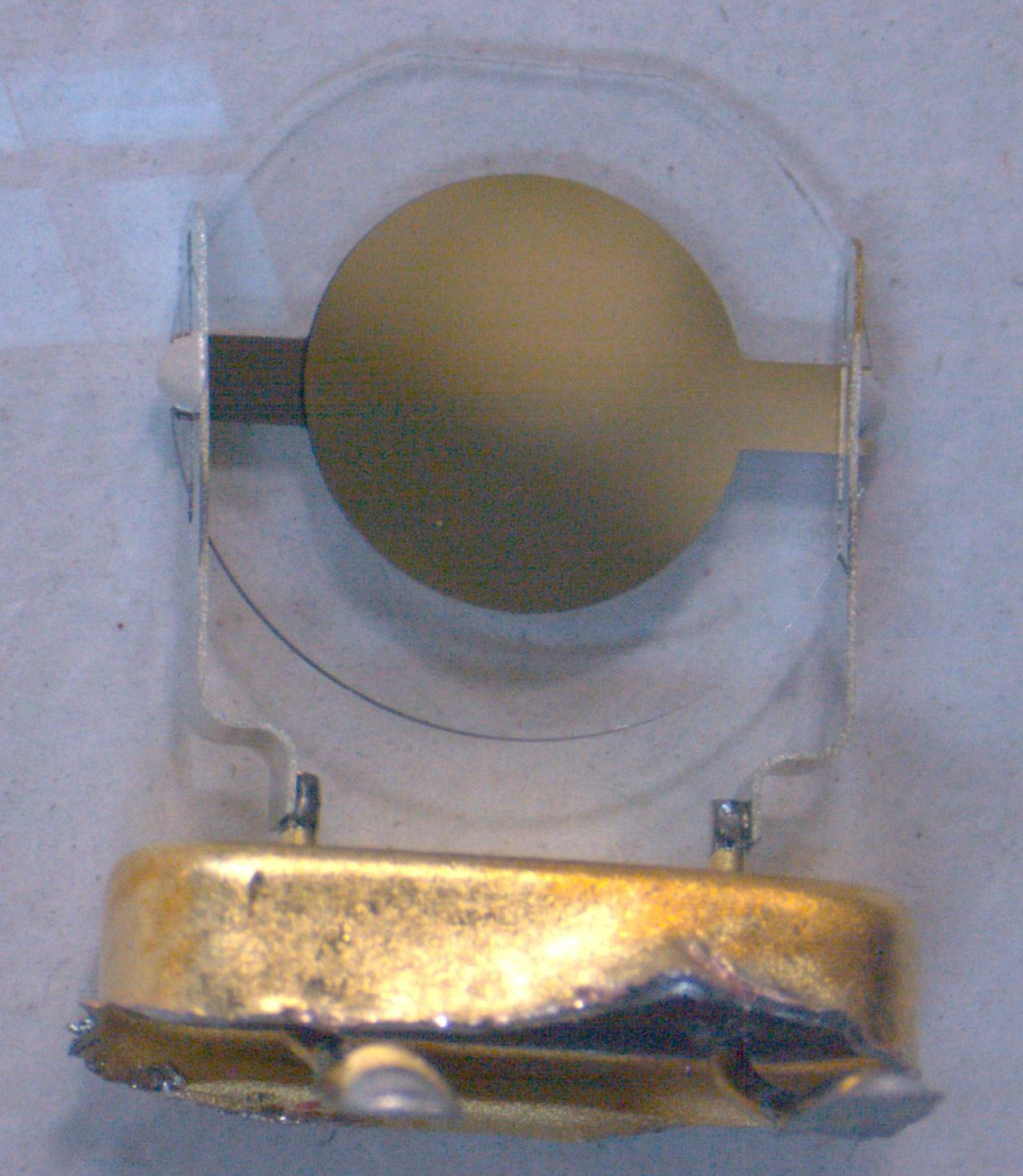
البنية الداخلية لرزمة كوارتز HC-49 حديثة عالية الأداء.

اكتشفت الخواص الكهربية الانضغاطية لبلورات الكوارتز عام 1880، على يد العالمين جاك وبيير كوري. أنشأ والتر جايتون كادي أول متذبذب بلوري من الكوارتز عام 1921، ثم صنع العالمان ماريسون وهورتون أول ساعة كوارتز في مختبرات بل في كندا عام 1927. شهدت العقود التالية تطور ساعات الكوارتز، كأجهزة دقيقة لقياس الوقت في المختبرات -حيث حدّت الإلكترونيات الدقيقة والضخمة الموجودة داخل أنابيب مفرغة، من استخدامها العملي في أي مكان آخر. وفي عام 1932، تم تطوير ساعة كوارتز لها القدرة على قياس التغيرات الأسبوعية الصغيرة في معدل دوران الأرض. اعتمدت الهيئة الوطنية للمعايير (الآن المعهد الوطني للمعايير والتكنولوجيا) في الولايات المتحدة الأمريكية معايرة الوقت على ساعات الكوارتز منذ عام 1929، وحتى الستينات عندما اعتمدت على الساعات الذرية بديلاً عنها. وفي عام 1969، أنتجت سيكو أول ساعة يد كوارتز في العالم، من فئة أسترون. كانت دقة تلك الساعة وانخفاض تكلفة إنتاجها سببًا في الانتشار اللاحق لساعات الكوارتز.

### الساعات الذرية
الساعات الذرية هي أجهزة ضبط الوقت الأكثر دقة المعروفة حتى الآن. تبلغ دقتها ثوان قليلة على مدى آلاف السنين، لذا فهي تستخدم لمعايرة آلات تحديد الوقت. اخترعت الساعة الذرية الأولى في عام 1949، وهي معروضة في معهد سميثسونيان، وتعتمد على خط الامتصاص في جزيء الأمونيا، لكن معظم الساعات الذرية الآن تعتمد على خاصية اللف المغزلي لذرة السيزيوم. وقد اعتمد النظام الدولي للوحدات الثانية كوحدة الوقت بناء على خصائص السيزيوم في عام 1967. ويعرف نظام الوحدات الدولي الثانية على أنها 9,192,631,770 دورة إشعاع مقابلة لانتقال الإلكترونات بين مستويين لطاقة اللف المغزلية للحالة القاعية لذرة 133Cs
ساعة السيزيوم الذرية، التي يحتفظ بها المعهد الوطني للمعايير والتكنولوجيا، تبلغ دقتها 30 جزءا من المليار من الثانية في السنة. وقد استخدمت عناصر أخرى في الساعات الذرية، مثل الهيدروجين لمزيد من الاستقرار وبخار الروبيديوم للحصول على حجم أصغر واستهلاك أقل للطاقة وتكلفة منخفضة.

## وصلات خارجية
- www.germanclocks.org - تسلسل زمني كامل لعلم قياس الزمن.
- نظرة طيَّار عن تغيّر أشكال قطع آلات الطيران المدني والعسكري.
- مسيرة عبر الزمن
- قياس الزمن في مصر القديمة.
- نظر عامة أساسية.